# Римский Уэльс
История римского присутствия в Уэльсе началась в 48 году с вторжения римлян под командованием прокуратора Британии Публия Остория. Завоевание римлянами Уэльса завершилось к 78 году и постепенно территория была романизирована.
На территории Уэльса добывались полезные ископаемые, такие как золото, медь и свинец, а также цинк и серебро. Владычество римлян длилось примерно до 383 года, когда они покинули Уэльс.

## История
В правление императора Клавдия римляне под командованием Авла Плавтия начали завоевание Британии. Римляне нанесли поражения некоторым племенам, захватив Юго-Восточную Англию, территорию Думнонии и возможно некоторые районы Мидлендса до устья реки Ди и реки Мерси.
В 48 году римляне достигли границ современного Уэльса, населённый в то время пятью кельтскими племенами – декеанглами, силурами, ордовиками, деметами и корновиями. Прокуратор Британии Публий Осторий Скапула нанёс поражение иценам, а затем повёл римскую армию на декеанглов. Земли декеанглов были разорены, римляне захватили богатую добычу, но сами декеанглы уклонялись от решительного сражения, предпочитая неожиданные нападения на римские войска.
Восстание бригантов помешало продвижению римлян и Осторий повернул войско назад, чтобы закрепить за римлянами завоёванные ранее земли. Затем был предпринят поход против силуров, вождём которых был Каратак, воевавший до этого с римлянами. Каратак соединился с ордовиками и готовился дать сражение, выбирая более выгодную для своих воинов позицию. Каратак собрал крупные военные силы и мотивировал вождей племён и воинов, словами, «что этот день, эта битва положат начало либо отвоеванию ими свободы, либо вечному рабству». В решающем кровопролитном сражении, в котором римляне понесли высокие потери, силуры и ордовики были побеждёны, а братья Каратака, его жена и дочь, попали в плен. Каратак бежал к королеве бригантов Картимандуе, но был схвачен и выдан римлянам. Каратак вместе с другими пленниками был отправлен в Рим, где произвёл впечатление на Клавдия, который ему и его семье даровал свободу.
Силуры продолжали ожесточённое сопротивление римской экспансии и наносили римлянам тяжёлые потери. В основном из сражений силуры разгромили две когорты вспомогательных войск и в ходе военной кампании умер Осторий и как писал об этом Тацит: «этот отнюдь не заслуживавший презрения полководец и не был умерщвлен в битве, его все же умертвила война». Из-за ожесточённого сопротивления местных племён в течение нескольких лет не предпринимались попытки захватить Уэльс.
В 60 или 61 году наместник Британии Гай Светоний Паулин захватил остров Англси. На острове в полном вооружении стояло войско, среди них «бегали женщины, похожие на фурий, в траурных одеяниях, с распущенными волосами, они держали в руках горящие факелы». Остров был центром друидов, которые возносили молитвы к своим богам и извергали проклятия в адрес римлян. Сначала римляне были напуганы, но благодаря увещеваниям своего полководца набросились на врага и одержали победу. На острове был размещён гарнизон, а священные дубовые рощи друидов, предназначенные для кровавых жертвоприношений, были вырублены.
Начавшее вскоре в Юго-Восточной Англии восстание Боудикки остановило продвижение римлян в Уэльсе. Восстание было жестоко подавлено Светонием, но некоторые исследователи относили место последней битвы войск Боудикки к территории современного Уэльса. В 78 году силуры были покорены Юлием Фронтином. Позже произошло восстание ордовиков, которые перебили размещённый в своих землях отряд вспомогательной конницы. Гней Юлий Агрикола разгромил ордовиков и закрепил за римлянами остров Англси, нанеся поражение проживавшим там кельтам и Агрикола удостоился славы.
Уэльс находился под господством римлян до конца IV или начала V века, когда его покинули римские легионеры.

## Экономика
Уэльс имел множество полезных ископаемых, и римляне использовали свою технику для добычи большого количества золота, меди, свинца, а также небольшого количества других металлов, таких как цинк и серебро.
Когда шахты переставали быть выгодными, они забрасывались. Развитие римской экономики было сконцентрировано в юго-восточной Британии, тогда как в Уэльсе важных предприятий не было. Это было обусловлено обстоятельствами, так как Уэльс не обладал нужными материалами в необходимой комбинации, и лесистая, гористая сельская местность не подлежала индустриализации. Римляне построили дороги, крепости, вели добычу золота на Лунтиуме и торговали, но их интерес этим регионом был ограничен из-за сложных климатических условий и дефицита сельскохозяйственных земель.

## Римские постройки
Большинство развалин римских построек в Уэльсе носят военный характер. Уэльс контролировали легионы и их базы: Дева Виктрикс (современный Честер) и Иска Аугуста (Каерлеон), две из трёх таких баз были в Римской Британии, с дорогой, связывающей эти базы с римскими вспомогательными фортами, такими как Сегонций (Карнарвон) и Моридунум (Кармартен). Римляне основали лишь один город, Вента Силурум (Каеруэнт в Монмутшире), хотя форт Моридинум впоследствии был преобразован в гражданское поселение.
Современный Уэльс был частью Римской Британии, провинция Британия Верхняя, а затем провинцию Британия Первая, в которую также входил и юго-запад современной Англии.